# Cálice (botânica)

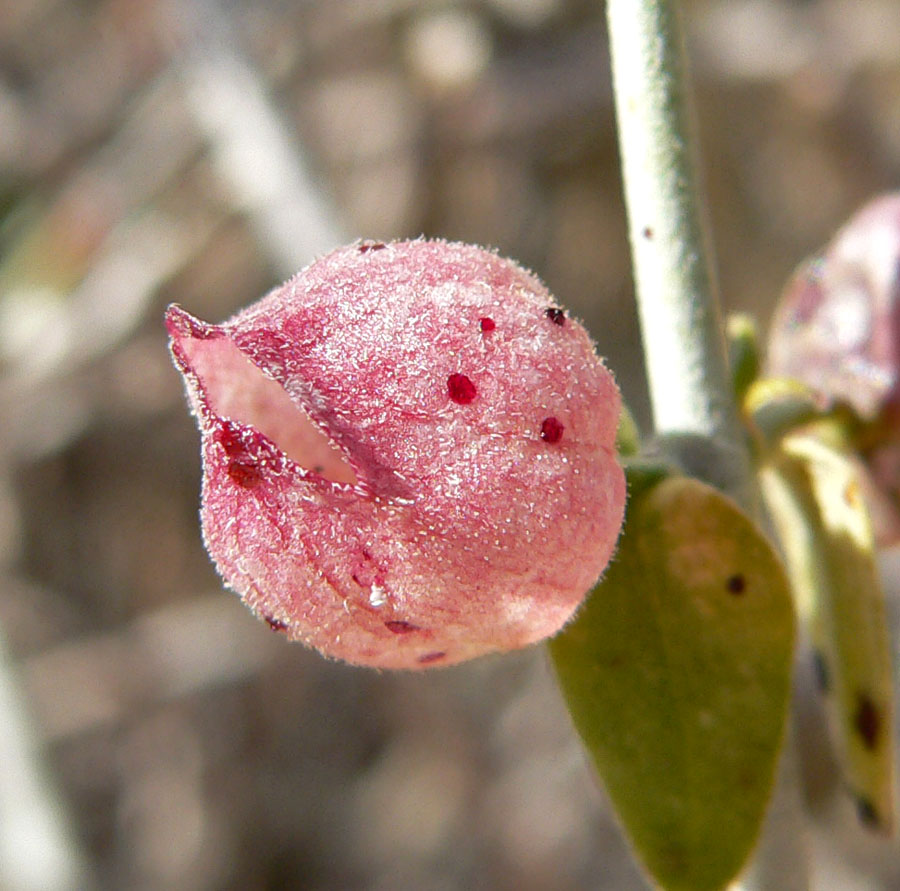
Um cálice da espécie Salazaria mexicana.

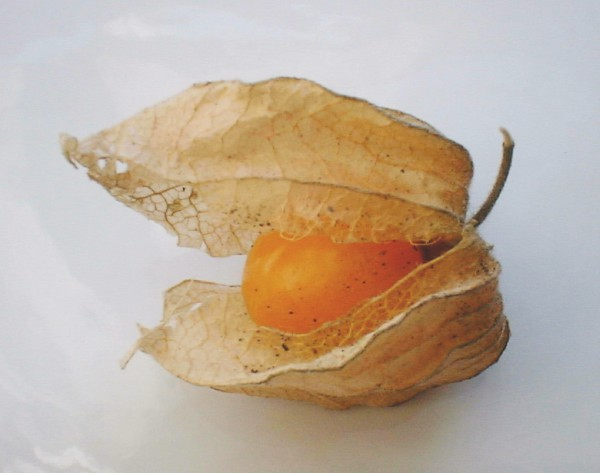
Cálice acrescente de uma fisális.

Em botânica, o cálice é o conjunto de todas as sépalas de uma flor, sendo, portanto, o verticilo mais externo das flores. Faz parte das suas estruturas estéreis. O cálice pode se apresentar dialissépalo – quando as sépalas são livres entre si – ou gamossépalo – quando estas são unidas entre si, em maior ou menor grau.
Pode ser classificado em caduco (cai antes da flor ser fecundada), persistente (persiste no fruto), marcescente (persiste no fruto, porém murcho), acrescente (cresce sobre o fruto) ou decíduo (cai logo após a corola).